# Istorp (Segeltorp)

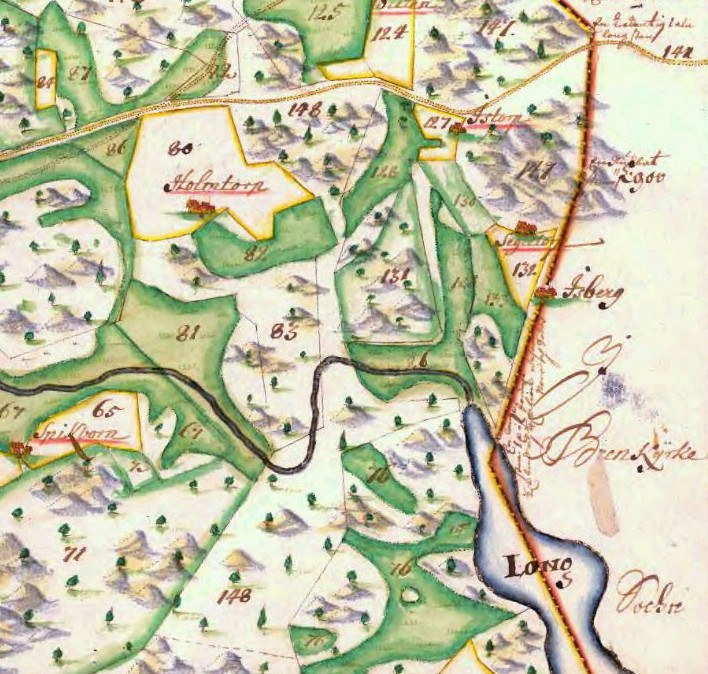
General Carta Vårby från 1703 västra del med bl.a. Holmtorp, Segeltorp, Istorp och Isberg samt nordvästra delen av Långsjön.

Istorp (även kallat Komöte) var ett torp under Vårby säteri som låg i nuvarande kommundelen Segeltorp i Huddinge kommun. Torpet tillkom omkring 1650 men finns inte längre kvar. Platsen för torpet motsvarar nuvarande adress Hasselstigen 14.

## Namnet
Namnet skrevs även Istorpp, Isstorp och Isztorp. På 1703 års karta över Vårby gårds ägor stavas det Istorp. Förleden ”Is” förekommer även i det närbelägna torpet Isberg i Brännkyrka socken. Troligtvis härrör namnet efter ett berg på vilken is gärna bildades. I så fall bör byggnadens ursprungliga namn ha varit Isbergstorp. Isbergavägen i Herrängen påminner om detta berg.

## Torpet
Istorp låg intill färdvägen till Södertälje strax norr om Segeltorp och byggdes omkring 1650 när den nya färdvägen från Hornstull anlades genom Vårbybäckens dalgång. I jordeboken återfinns torpet 1749 som frälse under Vårby säteri.
År 1781 försvann Istorp ur husförhörslängderna och den siste torparen, Eric Eliasson, flyttade då med familj till Segeltorp. Eliasson fortsatte dock att bruka jorden på Istorp mot två dagsverken i månaden vid Vårby gård. År 1787 lades marken till närbelägna torpet Wreten (Vårby Vret) men återfördes 1819 igen till Segeltorp. Efter 1819 arrenderades Istorp och Segeltorp av Johan Gustaf Loström, ledamot av Trädgårdsmästarämbetet i Stockholm.